# Một chia thành hai
Một chia thành hai (tiếng Trung: 一分为二; Hán-Việt: Nhất phân vi nhị; bính âm: Yīfēn wéièr) là cuộc tranh luận về hệ tư tưởng xoay quanh bản chất của mâu thuẫn diễn ra ở Trung Quốc vào năm 1964. Khái niệm này bắt nguồn từ cuốn Bút ký triết học của Lenin. Triết gia Dương Hiến Trân đã khởi xướng ý tưởng "hai hợp thành một", mà ông cho là quy luật cơ bản của phép biện chứng. Những phần tử tin vào tư tưởng Mao Trạch Đông giải thích điều này có nghĩa là chủ nghĩa tư bản có thể hợp nhất với chủ nghĩa xã hội. Ngải Tư Kỳ đã viết bài công kích đầu tiên nhắm vào Dương với sự tham gia của chính Mao Trạch Đông. Vương Nhược Thủy cũng đóng góp vào vụ công kích này. Sau năm 1976, Dương được phục hồi chính thức, cùng với khái niệm hai hợp thành một. Alain Badiou trong giai đoạn theo chủ nghĩa Mao đã sử dụng nguyên tắc một chia thành hai để phê phán triết lý của Gilles Deleuze.